# L'Armée du crime
L'armée du crime è un film del 2009 diretto da Robert Guédiguian, incentrato sugli eventi relativi a L'affiche rouge, un episodio legato alla resistenza francese durante la seconda guerra mondiale.